# Marianne Pletscher
Marianne Pletscher, née le 25 juin 1946 à Zurich, est une réalisatrice suisse de films documentaires, scénariste et chargée de cours pour les films documentaires.

## Curriculum

### Jeunesse et formation
Une fois sa scolarité primaire et secondaire à Zurich achevée, Marianne Pletscher a étudié les langues à l’École d’interprétés de Zurich (DOZ) où elle obtint un diplôme de traductrice. Elle commença alors à travailler comme reporter et rédactrice auprès de la Télévision suisse alémanique – aujourd'hui Schweizer Radio und Fernsehen pour les émissions Tagesschau, Kassensturz, Antenne, CH-Magazin, Rundschau. En partie simultanément à son travail à la télévision, mais aussi durant des interruptions de travail assez longues, elle étudia les sciences politiques à l’Université Harvard, États-Unis. Plus tard, elle suivit à l'American Film Institute à Los Angeles une formation pour la production de longs métrages. Suivirent de nombreuses formations complémentaires pour adultes et un cours post-grade dans le domaine de la coopération au développement (NADEL) à l'École polytechnique fédérale de Zurich.

## Œuvre cinématographique et enseignement
Après ses mandats comme reporter, correspondante à l’étranger et rédactrice, Marianne Pletscher se spécialisa dans les films documentaires, surtout pour les émissions TV DOK (documentaires sociopolitiques) et Sternstunde (documentaires culturels) de la Télévision suisse alémanique et rétoromanche. Déjà durant son activité à la télévision, elle réalisa quelques films en tant qu’auteure free-lance. Depuis juillet 2011, elle est totalement indépendante. Elle a réalisé plus de 50 moyens et longs métrages documentaires pour lesquels elle a reçu de nombreux prix. Au cours des années 1990, elle commença aussi à travailler comme chargée de cours pour la production de documentaires, tant auprès de la Télévision suisse alémanique SRF qu’auprès de l’École suisse de journalisme (MAZ) à Lucerne, de l’Atelier des médias à Berne et de la Haute École internationale pour le film et la télévision (EICTV) à San Antonio de los Baños, Cuba. Son activité d’enseignante lui offrit de nombreuses occasions de dispenser ses cours conjointement avec son compagnon, le caméraman Werner Schneider, avec lequel d’ailleurs et jusqu’à la mort de ce dernier en 2007, elle tourna en équipe la plupart de ses films. À maintes reprises, elle fut aussi engagée par ces écoles comme superviseuse. Depuis le décès de son compagnon, elle a e. a. été mandatée par la Direction du développement et de la coopération (DDC) pour former au Népal des professionnels de la caméra, des journalistes et des cinéastes en matière de films documentaires. Elle travaille également comme coach auprès de jeunes cinéastes en Suisse et en Espagne.

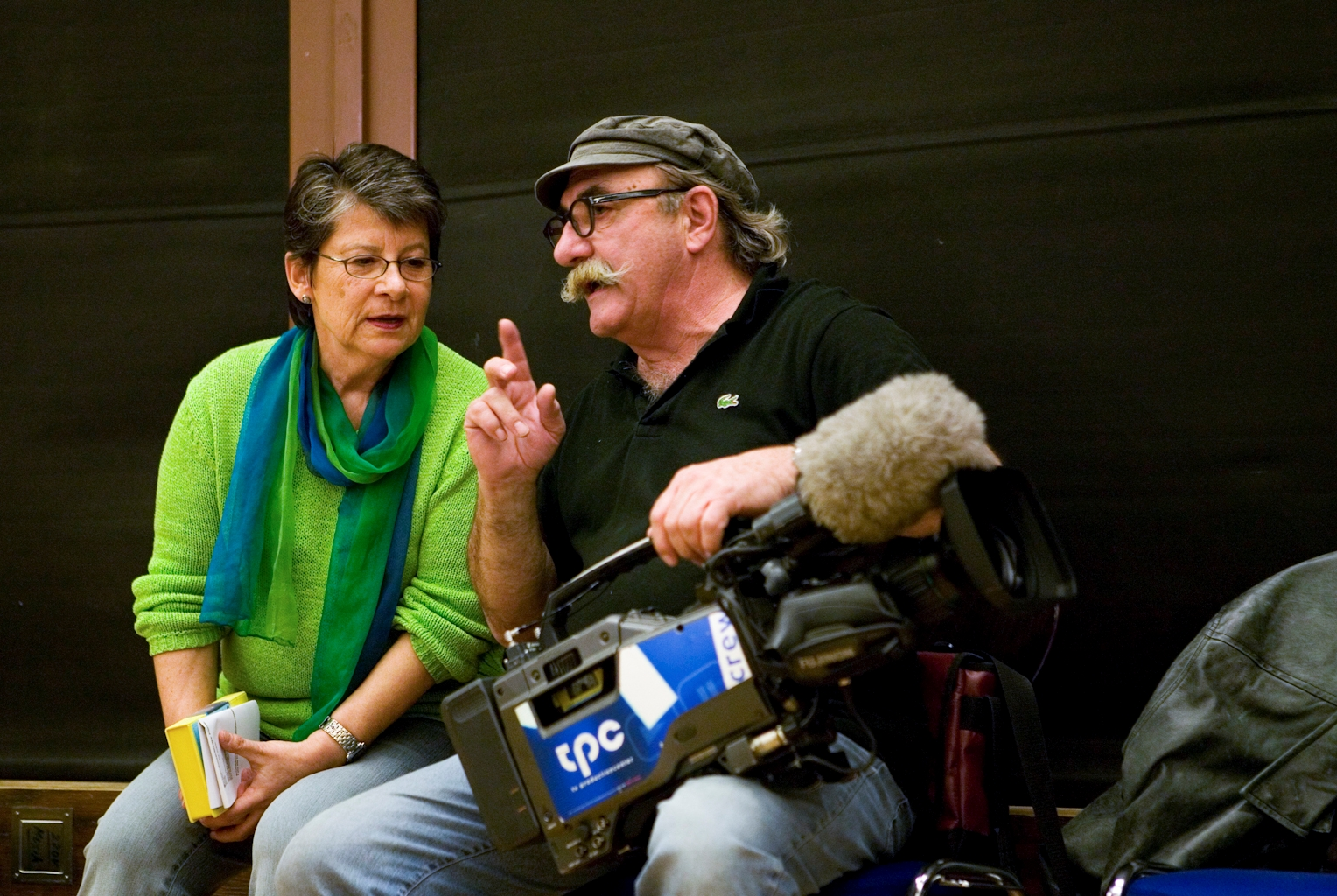
Marianne Pletscher et Werner Schneider

Dans son activité cinématographique, Marianne Pletscher fait preuve d’un engagement personnel („corps et âme“) et d’une sensibilité permettant de faire bouger les choses et aussi de s’attaquer à des tabous. Les thèmes de ses œuvres concernent e.a. les femmes, les enfants, la santé, la vieillesse, la mort, les minorités, les réfugiés, la coopération au développement, la criminalité, la prison, le théâtre, les écrivains. Elle dit que les « sujets lui viennent tout seuls ».

## Productions

### Œuvre littéraire
- (de) Marianne Pletscher, Weggehen ist nicht so einfach – Gewalt gegen Frauen in der Schweiz, Zurich, Maison d'édition Limmat, 1985 (ISBN 3-85791-011-9).
- (de) Marianne Pletscher, Avec Niklaus Scherr, Thomas Schaffroth, Katharina Ley, Rita Schiavi, Adriano Gloor., Basta – Fremdarbeiter in den 80er Jahren, Zurich, Maison d'édition Limmat, 1980 (ISBN 3-85791-026-7).
- (de) Marianne Pletscher (Avec d’autres auteur(e)s), Wer hat Angst vorm schwarzen Mann – Notizen zur schweizerischen Asylpolitik, Zurich, Maison d'édition Limmat, 1981 (ISBN 3-85791-026-7).

## Filmographie
- 1979 : Retour en Italie du Sud (La vie des travailleurs étrangers, licenciés pendant la crise des années 1970, qui sont retournés dans leur pays) 45 min.
- 1980 : Ici j’ai appris qu’une femme peut aussi être un être humain (Dans le centre d’accueil pour femmes battues à Zurich)
- 1982 : Violée une fois, humiliée maintes fois (Viols de femmes en Suisse)
- 1983 : Supermarché du sexe (Le commerce de la sexualité et la réforme du droit pénal concernant la sexualité)
- 1984 : La fuite hors du paradis (Tamouls en Suisse et au Sri Lanka) 50 min.
- 1986 : Au-delà de la grande route (Le destin des enfants yéniches présenté dans une pièce de théâtre de Mariella Mehr) 58 min.
- 1988 : Jour d’aliénation (L’épouvantable carnage du chef de la police des constructions de la ville de Zurich, Günther Tschanun, qui a tué quatre de ses subalternes) 62 min.
- 1989 : Namibie - deux femmes, un pays, une histoire (Deux femmes de deux cultures, dans le pays juste avant l’indépendance) 45 min.
- 1990 : Dieu a 25 noms (Zimbabwe : de la mission Suisse Bethléem Immensee auprès de païens à la rencontre des religions) 62 min.
- 1991 : Sans logis – sans foyer (Un film "patriotique" à l’occasion du 700e anniversaire de la Suisse) 50 min.
- 1991 : Rêve noir du paradis (En attendant la nouvelle Afrique du Sud) 45 min.
- 1992 : Téléphone 156 (Une « boîte à discussion téléphonique“ qui ruine les gens) 53 min.
- 1993 : Affronter l’angoisse (La peur dans les villes à l’époque de la scène ouverte de la drogue)
- 1993 : Cuba quasiment libre (3 Suissesses qui essayent de vivre leur rêve à Cuba) 50 min.
- 1994 : La vallée des femmes (Visite d’une paysanne suisse dans une vallée du Bhoutan où les femmes ont plus de pouvoir que les hommes) 57 min.
- 1995 : Patrie ou enfer (Chronique d’un quartier zurichois en transformation ; avec Hans Haldimann) 100 min.
- 1995 : Trois semaines en tôle (La vie quotidienne au pénitencier de Pöschwies à Regensdorf) 55 min.
- 1996 : Bonheur partagé (La deuxième vie d’une femme aux Philippines)
- 1996 : L'amour chez les mamies et les papis (Comment des couples entre 70 et 80 ans font connaissance et tombent amoureux) 30 min.
- 1997 : On n’écoute bien qu’avec le cœur (Version originale rétoromanche tedlar col cuor, portrait du curé d’un village, le capucin et pédagogue thérapeutique Silvio Deragisch à Tomils GR)
- 1997 : Retour au pays déchiré (Des réfugiés retournant de Suisse en Bosnie)
- 1997 : En voyage avec renard et chat (Portrait de Paul Parin et Goldy Parin-Matthèy)
- 1998 : Au cœur du labyrinthe (Film expérimental tourné dans la salle de recueillement du pénitencier de Pöschwies à Regensdorf) 50 min.
- 1998 : Indésirables et impopulaires (Les Albanais du Kosovo en Suisse) 50 min.
- 1999 : Les fiancées de Jésus (Derrière les murs du couvent de Müstair, 55 min. Version rétoromanche Seguir la glüm 30 min. avec Susanna Fanzun)
- 1999 : Thomas Hürlimann (Portrait de l’auteur) 17 min.
- 1999 : Hôpital des enfants (Des histoires gaies et tristes se passant dans l’Hôpital des enfants de Zurich) Série 130 min.
- 1999 : Mariella Mehr (Portrait de l’auteure) 16 min.
- 2000 : Le Grand Théâtre du monde (Version refondue de la pièce Calderon de Thomas Hürlimann ; scènes de folie au village du couvent) 55 min.
- 2000 : Kosovo aller et retour (À propos de soldats suisses, de réfugiés rapatriés et de vaches)
- 2000 : Dragica Rajcic’ (Portrait de l’auteure) 16 min.
- 2001 : L’hôpital des animaux (Des histoires gaies et tristes se passant à l’hôpital des animaux de Zurich) 130 min.
- 2001 : Les enfants de l’avenir (Des enfants apprennent les langues étrangères en Suisse) 51 min.
- 2002 : Le pain dur des montagnes (Titre original rétoromanche Scarnuz Peruan ; histoires des Andes et des Alpes) 30 min.
- 2003 : La fuite hors du Sri Lanka – 20 ans après (Deux frères, deux mondes, Jaffna et Langenthal) 54 min.
- 2004 : Mieux mourir (Mourir dans la dignité, ou ce que l'on peut quand on ne peut plus, médecine palliative)  59 min.
- 2005 : Antonia lâche prise (Mourir dignement avec la SLA)  57 min.
- 2005 : Le Sri Lanka une année après le Tsunami (Des histoires de souffrances et d’espoirs déçus, mais aussi de nouvelle joie de vivre et de reconstruction)
- 2005 : La crise de la santé (Médecine de pointe versus responsabilité individuelle ; „médecine humaine“ dans l’hôpital de district d’Affoltern am Albis) 52 min.
- 2005 : Portrait de Lars Müller (Série DesignSuisse : Petit Éditeur avec de grands noms) 13 min.
- 2006 : Les animaux comme thérapeutes (Une maison de retraite suit de nouvelles voies) 52 min.
- 2007 : La force engendrée par la colère et la douleur (Portrait de l'écrivaine yéniche Mariella Mehr à l’occasion de son 60e anniversaire) 52 min.
- 2007 : La fin du monde au Grand Théâtre du monde (2e version du duo Hürlimann/Hesse interprétant la pièce traditionnelle de Calderon) 55 min.
- 2007 : Le carnage à l’Office des constructions de Zurich (Brève version remaniée du film Jour d’aliénation de 1988 sur la course folle de Günther Tschanun) 35 min.
- 2008 : Volker Hesse met Tell en scène (Volker Hesse a relu « Tell » et l’a débarrassé de son pathos à l’occasion des Wilhelm-Tell-Spiele à Altdorf) 6 min.
- 2009 : Jésus, je t’aime méga fort (De la série « Mon Dieu - ton Dieu- pas de Dieu ». Églises libres en Suisse – interprétation littérale de la Bible) 30 min.
- 2009 : En pays étranger (Titre original rétoromanche Schi lunsch navegn. Un village et son centre de réfugiés déjà connu par le long métrage Canziun Alpina) 30 min.
- 2010 : Amnésie et bonheur? et court métrage : Le bonheur a de nombreux visages (À propos de personnes atteintes de démence et de leur entourage) 50 min. et 17 min.
- 2010 : Le zoo mondial (Recherche de partenaires pour des animaux sauvages) 100 min.
- 2011 : Ta douleur est aussi ma douleur (Quand un proche se suicide) 50 min.
- 2012 : Chapeautés pour une évasion collective (Vacances et théâtre pour des personnes atteintes de démence et leurs proches, validation) 49 min.
- 2013 : Au cœur du soin (Sœur Liliane Juchli - une vie pour la dignité des autres) 30 min.
- 2013 : Le zoo mondial 3 (Les nouveaux jeunes animaux du film à succès de 2010) 45 min.
- 2013 : Sens et espoir  en entourant des personnes atteintes de démence (Vidéo de formation avec la Prof. Pauline Boss) 25 min.

## Récompenses et distinctions
- 1986 : Prix pour la meilleure production TV étrangère au festival du film de La Havane, pour Au-delà de la grande route
- 1988 : 2e prix au Festival du film documentaire de New York, pour Jour d’aliénation
- 1995 : Grand prix Rencontres Nord-Sud, pour La vallée des femmes
- 1996 : Prix spécial du jury au Festival du film du Piémont, pour La vallée des femmes, version italienne
- 1996 : Prix zurichois de la radio et télévision, pour Patrie ou enfer avec Hans Haldimann
- 1999 : 1. Premi Cristal de “Cuminanza rumantscha radio e television”, pour Seguir la glüm avec Susanna Fanzun
- 1999 : Prix de reconnaissance de la fondation Abbaye Saint-Jean-des-Sœurs pour Seguir la glüm avec Susanna Fanzun
- 2003 : Prix spécial du festival du film de montagne Trento, pour Le pain dur des montagnes
- 2003 : Prix catholique des médias de la Conférence des évêques suisses, pour Mieux mourir
- 2006 : Prix bernois de la radio et télévision, pour Les animaux comme thérapeutes
- 2010 : Le quotidien suisse Tagesanzeiger appelle Marianne Pletscher la « Grande Dame du film documentaire suisse ».